# 刀八毘沙門天
刀八毘沙門天（とうはちびしゃもんてん、とうはつびしゃもんてん）は、毘沙門天信仰の内に発祥した異形像である。

## 由来・経緯
正式な経典、由来は定かではない。「刀八」とは、兜跋（とばつ）から発祥したと考えられ、戦国時代に多くの武将達の信仰を集めた。
姿は、兜跋毘沙門天とは異なり、三面十臂像・四面十二臂像など様々である。共通して特徴的なのは、刀を八本持ち獅子に乗る像が多く見られる。さらに大部分の刀八毘沙門天は、頭上に如来を頂いている姿が目立つ。
信仰の上で、通常の毘沙門天信仰と変わりはなく、戦国武将の守り本尊として祀られるケースが多い。戦国武将の上杉謙信は、刀八毘沙門の旗を掲げていた。

## 刀八毘沙門天を祀る主な寺院
- 信貴山玉蔵院（奈良県生駒郡）
- 千勝院（山形県米沢市）刀八毘沙門天像を本尊に祀る珍しい寺院
- 西明寺（滋賀県犬上郡甲良町）

ほか